# Gens Maria
La Gens Maria fu una gens plebea della Roma Antica. Il suo membro più noto è Gaio Mario, uno dei più grandi generali dell'antichità che fu console sette volte.

## Origine
Come nomen, Marius è probabilmente derivato dal praenomen osco Marius, e in questo caso la famiglia potrebbe avere origini sabine o sabelliche, anche se il nome in questa forma è latinizzato, e la gens non si può provare che si sia originata fuori da Roma.

## Praenomina
I praenomina usati furono: Marcus, Gaius, Lucius, Quintus, e Sextus. In età imperiale si trovano anche Publius e Titus.

## Membri illustri della gens
- Quinto Mario, triumviro monetale ca. 189 a.C.[3][4].
- Marco Mario, un magistrato di Teano Sidicinum, e contemporaneo di Gaio Gracco. Aulo Gellio riporta un episodio che mostra come i magistrati romani trattassero indegnamente i loro alleati[5].
- Gaio Mario, nonno del generale[6].
- Gaio Mario C.f., padre del generale; sposò Fulcinia[6][7].
- Gaio Mario C.f.C.n., vincitore dei Cimbri e dei Teutoni, console nel 107, 104, 103, 102, 101, 100, e 86 a.C.[6][7].
- Marco Mario C.f.C.n., fratello del generale; in seguito adottò il nipote Marco Gratidio come figlio.
- Maria C.f.C.n., sorella del generale. Sposò ad Arpino Marco Gratidio. Madre del Marco Gratidio che fu adottato da fratello di Maria, Marco, e prese il nome di Marco Mario Gratidiano[8].
- Gaio Mario C.f.C.n. (Gaio Mario il Giovane), figlio del generale Mario, fu console nell'82 a.C.; si suicidò lo stesso anno per non cadere nelle mani di Silla[9].
- Gaio Mario, senatore romano, parente del generale Mario[10].
- Marco Mario Gratidiano, figlio della sorella del generale Mario e di Marco Gratidio, fu adottato del fratello del generale, Marco.[11][12][13][14][15]
- Gaio Mario C.f. Capitone, triumviro monetale nel 81 a.C.[16][17][18].
- Marco Mario, questore nel 76 a.C.; fu rappresentante di Sertorio alla corte di Mitridate VI del Ponto[19].
- Mario, il nome assunto da Amazio, che pretendeva di essere il figlio o il nipote del generale Mario; fu posto a morte da Marco Antonio.[20][21][22][23][24]
- Marco Mario, supplicò la causa dei Valentini davanti a Verre. Cicerone lo descrive come homo disertus et nobilis.[25]
- Marco Mario, amico e vicino di Cicerone[26].
- Lucio Mario, tribuno della plebe con Catone Uticense, con cui portò avanti la legge De Triumphis, ne 62 a.C.[27].
- Lucio Mario L.f., sostenne l'accusa di Marco Emilio Scauro per estorzione nel 54 a.C.[28][29].
- Decimo Mario Nigro, menzionato tra gli eredi di Gaio Cestio, un amico di Cicerone[30].
- Sesto Mario, legatus di Publio Cornelio Dolabella in Siria, nel 43 a.C.[31].
- Gaio Mario C.f. Trogo, triumvir monetalis sotto Augusto.[32][33]
- Gaio Mario Marcello, un legato del tempo di Augusto.[34]
- Tito Mario C.f. Siculo, nativo di Urbinum, salì dal grado di soldato a onori e ricchezze, grazie al favore di Augusto; una storia su lui è riportata da Valerio Massimo.[35][36]
- Mario Nepote, di rango pretorio, fu espulso dal senato da Tiberio nel 17, a causa dell'enormità dei suoi debiti[30][37]
- Quinto Mario Celso, pretore peregrino nel 31[36].
- Sesto Mario, persona di immense ricchezze, condannato a morte e gettato nel 33 dalla Rupe Tarpea durante il principato di Tiberio, che si impadronì delle sue ricchezze[38][39].
- Mario Cordo, proconsole dell'Asia durante gli inizi del principato di Nerone[34].
- Publio Mario, console nel 62 d.C.
- Aulo Mario Celso, generale. Fu console suffectus ex Kal. Jul. nel 69. Sotto Nerone, comandò la XV legione in Pannonia, si unì a Corbulone contro i Parti nel 64. Servì fedelmente sia Galba che Otone durante l'anno dei quattro imperatori; fu premiato per la sua fedeltà da Vitellio che gli permise di prendere il consolato promessogli da Otone[40].
- Mario Maturo, Procurator Augusti delle Alpes Maritimae durante la guerra tra Otone e Vitellio[34][41].
- Gaio Mario Marcello Ottavio Publio Cluvio Rufo, console suffectus nell'80[34].
- Mario Prisco, proconsole of Africa nel 100, sotto Traiano, accusato di estorsione e crudelta[42].
- Lucio Mario L.f. Massimo Perpetuo Aureliano, console suffectus in un anno non definito, probabilmente negli anni finali del secondo secolo[34].
- Mario Secondo, governatore della Fenicia e dell'Egitto sotto Macrino, ucciso durante il caos che seguì la vittoria di Eliogabalo.[43][44]
- Gaio Mario Pudente Corneliano, legato della legio VII Gemina in Hispania, nel 222[44].
- Mario Massimo, uno storico forse degli inizi del terzo secolo, che scrisse le vite degli imperatori da Traiano a Eliogabalo, ed è regolarmente citato nella Historia Augusta.[45]
- Lucio Mario Massimo, console nel 232, figlio dello storico.
- Marco Mario M.f. Tizio Rufino, console suffectus sotto Severo Alessandro.[44]
- Mario Perpetuo, console nel 237[30].
- Maria Aurelia (o Aureliana) Violentilla, figlia di uno dei Marii Perpetui, sposò Quinto Egnazio Proculo, console suffectus nel 219 ca.[46].
- Maria T.f. Casta, moglie di Lucio Maesio Rufo, tribuno militare con la Legio XV Apollinaris in Syria.[46]
- Lucio Mario L.f. Vegetino Marciano Miniciano Mirtiliano, legato della legio XXII Primigenia in Hispania Baetica; fu console suffectus[44].
- Lucio Mario L.f.L.n. Vegetino Lucano Tibereno, figlio di Miniciano e di Claudia Artemidora; morì all'età di sei mesi e 21 giorni[44].
- Maria L.f.L.n. Rufina, figlia di Miniciano e di Claudia Artemidora; morì all'età di quattro mesi e 7 giorni[46].
- Marco Aurelio Mario, imperatore del Impero delle Gallie nel 269.[47][48][49][50].
- Gaio Mario Vittorino, un grammatico, retore e filosofo del quarto secolo[8][51].
- Marius Mercator, un ecclesiastico e scrittore del V secolo[52].
- Decio Mario Venanzio Basilio, console nel 484, durante il regno di Odoacre.
- Mario Plozio Sacerdote, grammatico latino, che probabilmente è stato attivo non prima del V o VI secolo[53].
- Mario di Avenches, un gallo-romano. Fu vescovo di Aventicum dal 574 al 596.

### Fonti antiche
- Aulo Gellio, Noctes Atticae.
- Appiano di Alessandria, Storia romana.
- Cicerone, Brutus, De Legibus, De Officiis, De Oratore, Epistulae ad Atticum, Epistulae ad Familiares, Epistulae ad Quintum Fratrem, In Verrem, Philippicae.
- Quinto Tullio Cicerone, De Petitione Consulatus (attribuito).
- Lucio Anneo Seneca, De ira.
- Quinto Asconio Pediano, Commentarius in Oratio Ciceronis Pro Scauro (Commentario dell'orazione di Cicerone Pro Scauro), Commentario dell'orazione di Cicerone In Toga Candida.
- Gaio Plinio Secondo (Plinio il Vecchio), Naturalis Historia.
- Plinio il Giovane, Epistulae
- Nicola Damasceno, Vita di Augusto.
- Tito Livio, ab Urbe condita.
- Valerio Massimo, Factorum et dictorum memorabilium libri IX.
- Publio Cornelio Tacito, Historiae.
- Publio Cornelio Tacito, Annales.
- Cassio Dione, Storia romana.
- Sesto Aurelio Vittore, De Caesaribus.
- Eutropio, Breviarium Historiae Romanae.